# Placówka Straży Granicznej II linii „Turośl”
Placówka Straży Granicznej II linii „Turośl” – jednostka organizacyjna Straży Granicznej pełniąca służbę ochronną na granicy polsko-niemieckiej w okresie międzywojennym.

## Formowanie i zmiany organizacyjne
Rozporządzeniem Prezydenta Rzeczypospolitej Polskiej Ignacego Mościckiego z 22 marca 1928 roku, do ochrony północnej, zachodniej i południowej granicy państwa, a w szczególności do ich ochrony celnej, powoływano z dniem 2 kwietnia 1928 roku Straż Graniczną.
Rozkazem nr 9 z 18 października 1929 roku w sprawie reorganizacji Mazowieckiego Inspektoratu Okręgowego komendant Straży Granicznej płk Jan Jur-Gorzechowski powołał komisariat Straży Granicznej „Leman”. Komisariat wystawiał posterunek wywiadowczy w Turośli i Rydzewie.
W 1934 placówka Straży Granicznej II linii „Turośl” znalazła się w strukturze komisariatu Straży Granicznej „Leman”.
Rozkazem nr 2 z 30 listopada 1937 roku w sprawach [...] przeniesienia siedzib i likwidacji jednostek, komendant Straży Granicznej płk Jan Gorzechowski przeniósł siedzibę komisariatu do Pudełka. Placówka pozostała w jego składzie.

## Kierownicy/dowódcy placówki
| stopień          | imię i nazwisko  | okres pełnienia służby | kolejne stanowisko |
| ---------------- | ---------------- | ---------------------- | ------------------ |
| starszy strażnik | Franciszek Grzyb | - 4 V 1936             | zmarł              |
| starszy strażnik | Teofil Kurasz    | – 21 IV 1939           |                    |
| przodownik       | Józef Woźniak    | 21 IV 1939 –           |                    |